# Chris Foy
Chris Foy (Toronto, Ontario, 1970. szeptember 16. –) kanadai profi jégkorongozó.

## Pályafutása
Komolyabb karrierjét a Northeastern University-n kezdte 1989-ben. Az egyetemi csapatban 1993-ig játszott. Utolsó évében csapatkapitány volt. A National Hockey League-be hivatalos drafton nem választotta ki egyetlen csapat sem csak az akkor még létező supplemental drafton, amin az egyetemi játékosokat választották ki. Így az 1992-es NHL Supplemental Drafton a New York Islanders kiválasztotta őt a 8. helyen. Felnőtt pályafutását az IHL-es Salt Lake Golden Eaglesben kezdte 1993 végén, de 2 mérkőzés után lekereült az ECHL-es Richmond Renegadesbe. Következő szezonban négy csapatban is játszott: Rochester Americans (AHL), Houston Aeros (IHL), South Carolina Stingrays (ECHL), Richmond Renegades (ECHL). Utolsó két bajnoki idényében az ECHL-es South Carolina Stingrays játszott, majd 1997 végén vonult vissza.

## Díjai
- NCAA (Hockey East) Első All-Academic Csapat: 1991, 1993